# David Shugar
David Shugar (* 10. September 1915 in Józefów; † 31. Oktober 2015) war ein polnischer Biophysiker und Gründer der polnischen Schule der molekularen Biophysik.

## Leben und Werk
Im Alter von vier oder fünf Jahren kam er mit seinen Eltern nach Kanada. Er studierte Physik an der McGill University in Montreal bis 1936 und promovierte dort 1940. Seit Januar 1941 bis zur Einberufung zum Militärdienst war er in einer Forschungsanstalt in Leaside bei Toronto beschäftigt. Während des Zweiten Weltkriegs diente er ab 5. Februar 1944 als Leutnant in der kanadischen Kriegsmarine bei der Bekämpfung von Unterseebooten. Seit 1946 war er im kanadischen Ministerium für Gesundheit und Soziale Angelegenheiten tätig. Er wurde fälschlich der Spionage beschuldigt, wurde jedoch vom Gericht freigesprochen.
1948 bis 1950 arbeitete er wissenschaftlich am Institut Pasteur in Paris an der Kinetik der Enzyme, seit 1952 im Zentrum für Kernphysik der Freien Universität Brüssel, wo er die Spektraleigenschaften der Nukleinsäuren untersuchte. Auf Einladung von Leopold Infeld siedelte er 1952 nach Warschau über und übernahm die Leitung des Lehrstuhls für Biochemie im Staatlichen Hygieneinstitut. Seit 1954 war er auch im Institut für Biochemie und Biophysik der Polnischen Akademie der Wissenschaften tätig. 1965 gründete er den Lehrstuhl für Biophysik an der Physikalischen Fakultät der Universität Warschau; im gleichen Jahr wurde er zum ersten Vorsitzenden der Polnischen Gesellschaft für Medizinische Physik gewählt und bekleidete diesen Posten bis 1969.
Seine Ehefrau Grace Wales Shugar (1918–2013) gründete an der Psychologischen Fakultät der Warschauer Universität das Zentrum für Psycholinguistik der Entwicklung.

## Ehrungen
1966 wurde er mit dem Staatspreis II. Klasse ausgezeichnet. Er erhielt 1969 sowohl die Ehrendoktorwürde der Universität Gent als auch der Universität Warschau. Seit 1983 war er Mitglied der Polnischen Akademie der Wissenschaften. 2002 erhielt er die Marian-Smoluchowski-Medaille.